# Aspidosperma salgadense
Aspidosperma salgadense là một loài thực vật có hoa trong họ La bố ma. Loài này được Markgr. mô tả khoa học đầu tiên năm 1935.